# 유동성 시간선
유동성 시간선은 주로 장기간동안 연재된 만화 및 애니메이션같은 창작물 내에서 사용하는 장치이자 이를 설명하기 위한 용어이다. 유동성 시간선이 적용된 창작물 내에서는 현실과 연관된 사건, 기술, 인물 등이 차례로 일어나 작중 일정 시간이 흘렀음이 암시되도 작중의 등장인물이 나이를 먹지 않는다.

## 개요
만화계에서 '유동성 시간선'이라는 단어는 작중에서 은연히 비치는 시간의 흐름과 관계없이 연재 기준의 현재를 반영하는 "연속적인 현재"를 지칭할 때 사용한다. 만화 및 애니메이션의 등장인물들이 작가의 의도와 반해 나이를 먹는 것을 고려하지 않아도 되기 때문에 나타나는 창작물의 특징이다.
일본에서는 만화 《사자에상》의 이름을 따 '사자에상 시공(일본어: サザエさん時空 사자에 산 지쿠[*])'라 지칭한다. 영어로는 플로팅 타임라인(floating timeline) 또는 슬라이딩 타임스케일(sliding timescale)이라고 한다.
《심슨 가족》과 같은 애니메이션에도 유동성 시간선이 존재하며, 각 에피소드의 사건은 현 시대에서 이루어지는 것으로 간주된다. 그러나 이 때문에 과거에 일어난 사건과 사실이 서로 충돌되는 경우도 일어난다.